# Kanikehia kanikehiana
Kanikehia kanikehiana is een vlinder uit de familie van de bladrollers (Tortricidae). De wetenschappelijke naam van de soort is voor het eerst geldig gepubliceerd in 2013 door Józef Razowski.

## Type
- holotype: "male. VIII.-IX.1987. genitalia slide 33330. Operation Raleigh. J.D. Holloway, D.T. Jones et al. BM 1987-366"
- instituut: BMNH, Londen, Engeland
- typelocatie: "Indonesia, Seram, Gunung Kanikeh base camp, 850 m. Bamboo & secondary forest"